# 奧地利的卡爾·路德維希 (1918-2007)
奧地利的卡爾·路德維希（德語：Carl Ludwig Habsburg-Lothringen，1918年3月10日—2007年12月11日），奧地利末代皇帝卡爾一世的第四子。

## 家庭
1950年，卡爾·路德維希與利涅的約蘭德結婚，兩人共有2子2女：
1. 魯道夫（Rudolf，1950年出生）
2. 亞歷山德拉（Alexandra，1952年出生）
3. 卡爾·克里斯蒂安（英语：Archduke Carl Christian of Austria）（1954年出生）
4. 瑪麗亞·康斯坦莎（Maria Constanza，1957年出生）